# Tomás Bretón
Tomás Bretón (født 29. december 1850 i Salamanca, død 2. december 1923 i Madrid, Spanien) var en spansk komponist, dirigent, violinist, rektor og lærer.
Bretón studerede direktion, violin og komposition på Musikkonservatoriet i Madrid, og studerede komposition videre i Wien, Paris, Rom og Milano. Han har skrevet 3 symfonier, orkesterværker, kammermusik, operaer, korværker, vokalmusik etc. Bretón var dirigent for Unión Artístico-Musical, og underviste i komposition på Musikkonservatoriet i Madrid.

## Udvalgte værker
- Symfoni nr. 1 (i F-dur) (1872) - for orkester
- Symfoni nr. 2 (i Eb-dur) (1883) - for orkester
- Symfoni nr. 3 (i G-dur) (1905) - for orkester
- Violinkoncert (i A-mol) "dedikeret til minde om Pablo de Sarasate" (1909) - for violin og orkester